# Corazones de papel
«Paper Hearts» es el décimo episodio de la cuarta temporada de la serie de televisión estadounidense de ciencia ficción The X-Files. Se estrenó en la cadena Fox el 15 de diciembre de 1996. Fue escrito por Vince Gilligan, dirigido por Rob Bowman, y contó con apariciones especiales de Tom Noonan, Rebecca Toolan y Vanessa Morley. El episodio es una historia del «monstruo de la semana», aunque está conectado tangencialmente a la amplia mitología de la serie. «Paper Hearts» fue visto por 16,59 millones de personas en su transmisión inicial y recibió críticas positivas, y los críticos elogiaron el papel de invitado de Noonan.
El programa se centra en los agentes especiales del FBI Fox Mulder (David Duchovny) y Dana Scully (Gillian Anderson), quienes trabajan en casos relacionados con lo paranormal, llamados expedientes X. Mulder cree en lo paranormal, y la escéptica Scully ha sido asignada para desacreditar su trabajo. En este episodio, Mulder y Scully descubren que un asesino de niños (Tom Noonan) a quien Mulder había ayudado a detener varios años antes había cobrado más víctimas de las que había confesado; la investigación resultante descubre un posible vínculo con la desaparición de la hermana de Mulder, Samantha.
A Gilligan se le ocurrió el concepto de «Paper Hearts»  al pensar en la historia más larga de la serie, la abducción de Samantha Mulder; se le ocurrió una historia que cuestionaba si Samantha no había sido abducida por extraterrestres, sino que más bien había sido asesinada por un asesino de niños. «Paper Hearts» se escribió específicamente pensando en Tom Noonan para el papel de Roche, y fue uno de los primeros trabajos televisivos que hizo el actor.

## Argumento
Fox Mulder (David Duchovny) sueña con una luz roja que lo lleva al cadáver de una niña enterrada en un parque en Manassas, Virginia. Cuando despierta, se dirige al parque y encuentra el esqueleto de la niña. Se determinó que la niña había sido asesinada por John Lee Roche (Tom Noonan), un asesino en serie que asesinó a trece niñas a lo largo de la década de 1980; su modus operandi incluía cortar un corazón de la ropa de cada víctima. Mulder había capturado a Roche al deducir que cometió los asesinatos mientras viajaba como vendedor de aspiradoras. Los corazones de Roche nunca se encontraron, aunque confesó todos los asesinatos.
La autopsia del esqueleto realizada por Dana Scully (Gillian Anderson) revela que la víctima murió en 1975, lo que sugiere que la ola de asesinatos de Roche comenzó mucho antes de lo que el FBI había pensado anteriormente. Los agentes registran el viejo auto de Roche, donde descubren dieciséis corazones recortados. Posteriormente, Mulder y Scully visitan a Roche en prisión, con la esperanza de conocer las identidades de las dos víctimas restantes. Roche, sin embargo, intenta jugar juegos mentales con Mulder. Esa noche, Mulder sueña con la noche de la «abducción» de Samantha, lo que aparentemente muestra que su hermana fue secuestrada por Roche y no por extraterrestres.
Al día siguiente, Mulder le pregunta a Roche dónde estuvo la noche en que raptaron a Samantha. Roche afirma que estaba en Martha's Vineyard y le había vendido una aspiradora al padre de Mulder. Mulder luego encuentra la aspiradora en la casa de su madre. Después de convencer a Walter Skinner para que les conceda más acceso a Roche, los agentes interrogan al asesino y se les dice la ubicación de una de sus víctimas restantes. También afirma exactamente lo que sucedió la noche del rapto de Samantha. Una autopsia del cuerpo revela que no pertenece a Samantha. Roche le dice a Mulder que el cuerpo final es el de Samantha, pero dice que solo revelará dónde está si Mulder lo lleva a la escena de su rapto. Mulder secretamente libera a Roche de la prisión y lo lleva a Martha's Vineyard.
Al llegar a la antigua casa de verano de su familia, Roche explica exactamente qué sucedió la noche del rapto de Samantha. Sin embargo, Mulder le dice que la casa fue comprada por su padre después del rapto de Samantha, convenciéndolo de que Roche no está diciendo la verdad. Mulder planea llevar a Roche de regreso a prisión, pero, luego de otro sueño sobre Samantha, se despierta y descubre que Roche se fue, con su placa, arma y teléfono robados.
Usando las credenciales de Mulder, Roche secuestra a una niña en Swampscott, Massachusetts, a quien conoció en su vuelo con Mulder a Boston. Scully y Skinner llegan y los agentes se dirigen al sitio del antiguo apartamento de Roche en Revere. Lo encuentran con la niña en un autobús abandonado cerca. Roche apunta con un arma a la niña y le dice a Mulder que nunca sabrá con certeza si la última víctima es Samantha o no si lo mata. Cuando Roche comienza a apretar el gatillo, Mulder le dispara. En su oficina, Mulder mira fijamente el último corazón de tela y lo guarda, sin saber si pertenecía a Samantha o no.

## Producción

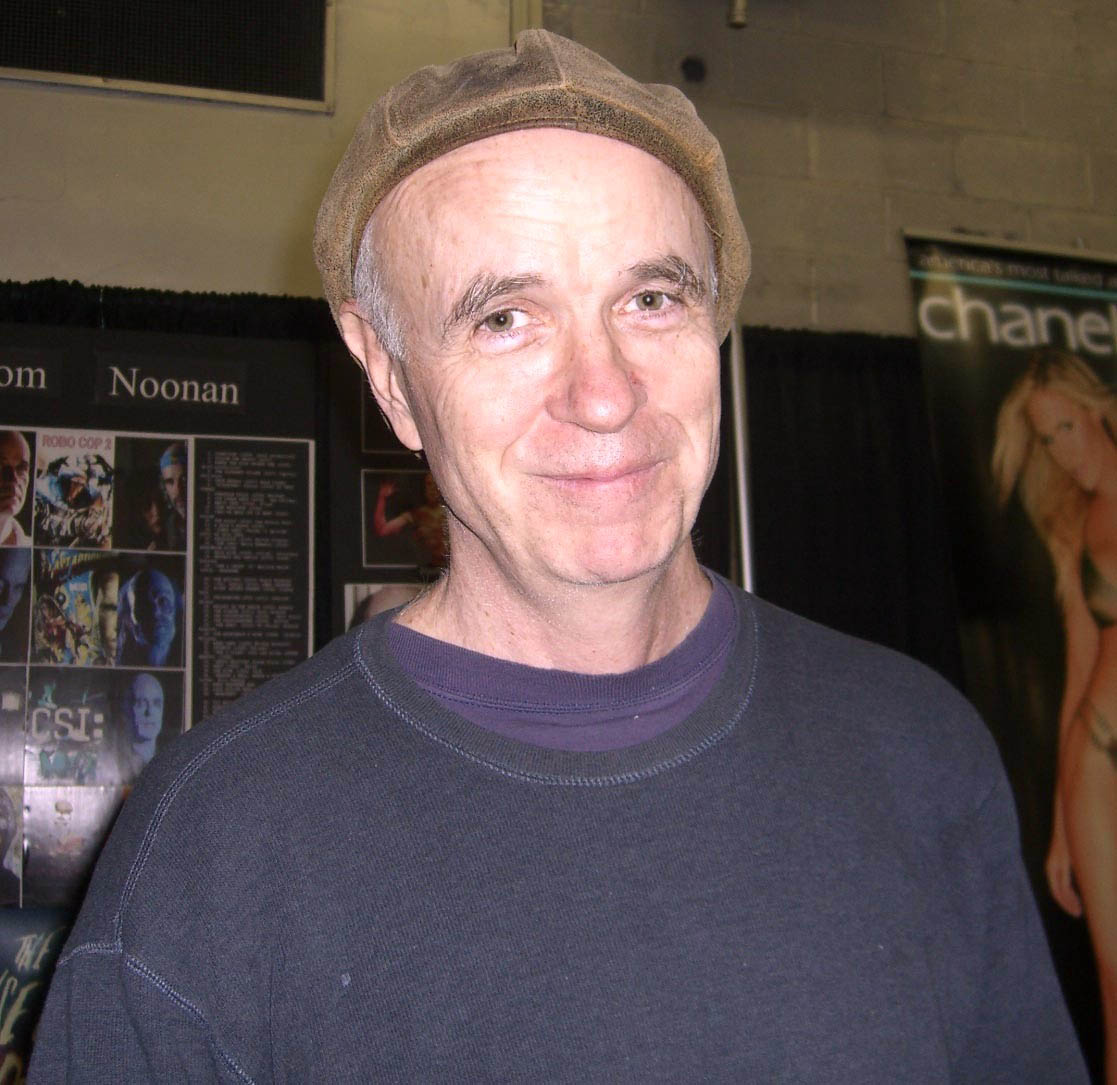
«Paper Hearts» se escribió pensando específicamente en Tom Noonan para el papel de John Lee Roche.

«Paper Hearts» se escribió específicamente pensando en Tom Noonan para el papel de Roche, y fue uno de los primeros trabajos televisivos que hizo el actor. Noonan luego contó que «[al] equipo realmente le encanta el programa y le encanta trabajar en él... Así que fue muy divertido hacerlo». Al escritor Vince Gilligan se le ocurrió el concepto del episodio al pensar en la trama más larga de la serie, la abducción de Samantha Mulder. A Gilligan se le ocurrió una historia que cuestionaba si Samantha no había sido raptada por extraterrestres, sino que más bien había sido la víctima de un asesino de niños. Decidió ayudar a convencer a Fox Mulder de esto a través de una serie de sueños proféticos. Las luces láser en los sueños de Mulder fueron influenciadas por la experiencia de Gilligan con hologramas láser cuando era estudiante de cine. Se suponía que el láser sería de color azul, pero se cambió a rojo en producción para reducir costos. Queriendo incluir algún tipo de fetiche para el asesino, Gilligan decidió que Roche cortara fragmentos en forma de corazón de la ropa de su víctima, pensando que hacer que mutilara los cuerpos de sus víctimas sería ir demasiado lejos.
El actor invitado Tom Noonan, que interpretó al asesino John Lee Roche, recordó haber filmado la escena en la que se presenta a su personaje, jugando baloncesto en prisión. Se le pidió a Noonan, un jugador de baloncesto capaz, que «minimizara» lo bien que podía jugar; aunque lamentó no poder jugar contra David Duchovny, que había jugado baloncesto en la Universidad de Princeton. El escritor del episodio Vince Gilligan y el director Rob Bowman afirman que la exitosa toma de baloncesto de Duchovny en esta escena fue filmada en una sola toma, sin efectos especiales. Si bien el episodio fue el octavo producido en la temporada, fue el décimo emitido, ya que se retrasó para liberar recursos de producción para los episodios de dos partes «Tunguska» y «Terma». La escena culminante del episodio se filmó en un "cementerio de autobuses" en Surrey, Columbia Británica, un lugar que había sido explorado meses antes con la intención de incluirlo eventualmente en un episodio de la serie; aunque el rodaje en la locación no duró ni un día completo a pesar de la larga espera para utilizarlo.

## Emisión y recepción
«Paper Hearts» se estrenó en la cadena Fox el 15 de diciembre de 1996. La transmisión inicial del episodio fue vista por aproximadamente 16,59 millones de personas, lo que representó el 16 % de la audiencia durante ese tiempo.
Tanto Gillian Anderson como David Duchovny lo consideran uno de los mejores episodios de la cuarta temporada. El compositor Mark Snow fue nominado a un premio Emmy por la música que produjo para este episodio. Dijo sobre la música del episodio: «Era un tipo diferente de textura para el programa. Luz, magia, nada terriblemente amenazante». Snow recibió muchas solicitudes de una copia de la música utilizada al final del episodio.
El sitio web IGN nombró a "«Paper Hearts»" como su sexto episodio independiente favorito del programa, calificándolo de «espeluznante e inquietante»", y afirmando que el personaje de Noonan era "«uno de los villanos más inquietantes que apareció en la serie». La actuación de Noonan también ha sido elogiada por Vince Gilligan, quien dice que la manera «discreta» en la que se retrata a Roche «envía escalofríos por [su] espina dorsal cada vez». Emily VanDerWerff de The A.V. Club evaluó el episodio positivamente, calificándolo con una A. Sintió que la actuación de Noonan fue «fantástica», y señaló que el actor «convierte a Roche en uno de los grandes monstruos humanos de la serie»; y creía que la premisa del episodio fue importante para desarrollar aún más el personaje de Mulder. Posteriormente, el sitio web nombró al episodio como el sexto mejor ejemplo de una secuencia de sueños televisivos, y señaló que «sugiere cómo este hombre metódico [Mulder] podría armar casos sin resolver en su subconsciente». El artículo también complementa la metáfora de la entrada de que los punteros láser eran la mente de Mulder que señalaba «partes de evidencia que su cerebro consciente pasó por alto hace tantos años». Starpulse lo nombró el segundo mejor episodio de la serie.